# Lucas Langermann
Lucas Langermann (* 17. Oktober 1625 in Hamburg; † 10. Mai 1686 ebenda) war ein deutscher Epigraphiker, Jurist und Domdekan in Hamburg.

## Leben
Lucas Langermann entstammte einer in Hamburg seit dem 16. Jahrhundert verbreiteten patrizischen Familie. Er war ein Sohn des Juristen und Domdekans Lorenz Langermann (der Jüngere) und dessen Frau Cäcilie (Cillie), geb. Beckmann. Lorenz Langermann (der Ältere) war sein Großvater, Johann Lorenz Langermann sein Cousin.
Er studierte Rechtswissenschaften, zuerst in den Niederlanden. Angeregt durch Friedrich Lindenbrog, widmete er sich auch philologischen und epigraphischen Studien, unter anderem bei seinem Cousin Johann Friedrich Gronovius und bei Daniel Heinsius. 1648 wechselte er an die Universität Helmstedt, wo er Hermann Conring hörte. Von November 1651 bis Frühjahr 1653 begleitete er Nikolaes Heinsius auf dessen Reise nach Italien, Frankreich und Schweden. In Italien schrieb er zahlreiche Inschriften ab.
Am 12. Oktober 1655 wurde er an der Universität Tübingen zum Dr. iur. utr. promoviert. Er kehrte über Speyer nach Hamburg zurück und praktizierte als Anwalt. Seit 1646 Domherr im Hamburger Domkapitel, wurde er 1664 Syndikus des Kapitels; ab 1679 war er Senior des Kapitels. Am 2. Februar 1686 wurde er Domdekan, starb aber schon wenig später. Er wurde im Dom beerdigt. Bei dessen Abbruch wurden seine Gebeine wie die aus den anderen Gräbern zu ewigen Tagen auf den St. Michaelis-Friedhof am Dammtor umgebettet.
Lucas Langermann war seit 1656 verheiratet mit Caecilia, geb. Rumpff (1636–1681), einer Tochter des Kämmerers Johann Rumpff.

### Nachlass
Langermann besaß eine reichhaltige Bibliothek, deren Katalog gedruckt ist, und stand mit vielen namhaften Gelehrten in regem Briefwechsel. Von dem Briefwechsel zwischen Langermann und Heinsius wird das meiste in der Universitätsbibliothek Leiden aufbewahrt. Die Staats- und Universitätsbibliothek Hamburg besitzt als Teil der Uffenbach-Wolfschen Briefsammlung einen 333 Blatt umfassenden Band mit Briefen von Nicolaus Heinsius und anderen Gelehrten an Langermann. Ebenfalls dort überliefert sind Blätter aus seinem Album amicorum mit Einträgen aus den Jahren 1646 bis 1664 als Teil der Autographensammlung des Arnold Schuback.

## Werke
- Panegyricus Heroinae Incomparabili. Christinae, Svecorum, Gothorum & Vandalorum Reginae, &c. Quod felix & faustum Deus esse velit. Tübingen: Brunn 1650 (Digitalisat)
- Theseis De Iure In Curia Mercatorum Usitato / Quas Authoritate... Iureconsultorum Collegii, Inclutae Tubingensium Academiae, Sub Praesidio Wolfgang-Adami Lauterbach ... Pro Privilegiis Utriusque Iuris publice propugnaturum se promittit, A.D. XII. Calend. Octobr. Tübingen 1655 (Digitalisat)